# David Pierce (chính khách)
David Pierce là một chính khách người Mỹ. Ông phục vụ tại Hạ viện New Hampshire từ năm 2006 đến 2012 và tại Thượng viện New Hampshire cho quận 5 từ 2012 đến 2016.
Ông là người đồng tính công khai đầu tiên từng tranh cử và giành được một ghế trong Thượng viện New Hampshire gồm 24 thành viên. Pierce cũng được ghi nhận rộng rãi cho bài phát biểu của mình trước Nhà New Hampshire về vấn đề hôn nhân đồng giới ở New Hampshire, trong đó có một số nhà lập pháp chưa quyết định ủng hộ luật pháp và dẫn đến việc bỏ phiếu hẹp.  Ông cũng được biết đến với sự ủng hộ của ông về quyền bầu cử nói riêng và công việc của ông về các vấn đề hiến pháp nói chung.  Năm 2008, Pierce đã hoàn thành chương trình của Chính phủ John F. Kennedy của Đại học Harvard cho các Giám đốc điều hành cấp cao trong Chính quyền bang và địa phương với tư cách là thành viên lãnh đạo của Viện Chiến thắng LGBTQ David Bohnett.